# Elfen (Fernsehserie)
Elfen (im Original Nisser) ist eine Fantasy-Horrorserie von Regisseur Roni Ezra, gedreht ab dem Jahr 2021 in Dänemark. Die Dreharbeiten zur ersten Staffel begannen im Herbst 2020 in der Nähe von Kopenhagen.

## Handlung
Die 12-jährige Josefine fährt mit ihren Eltern und ihrem Bruder Kasper für die Weihnachtsferien auf eine entlegene Insel im dänischen Inselmeer. Dort angekommen ereignet sich sogleich ein Unfall, der Vater überfährt etwas. Als sie nachsehen wollen, vertreibt sie ein Einheimischer mit dem Hinweis auf sein Privatgrundstück. Josefine kehrt, schlechten Gewissens daran, zum Unfallort zurück, entdeckt dort ein verletztes, unbekanntes Lebewesen. Sie nimmt es mit, um es zu versorgen und versteckt es in der zum Ferienhaus gehörenden Scheune. Währenddessen sieht man, wie zwei Inselbewohner in einem hoch umzäunten Gebiet eine Kuh als Opfer darbringen. Einer der beiden macht sich auf die Suche nach dem verwundeten Lebewesen, einem Waldelf (im dänischen Original ein Nisse), während der andere auf dem Rückweg von den eingezäunten und in Gefangenschaft gehaltenen Elfen getötet wird. Wie sich herausstellt, gibt es schon seit langer Zeit eine Feindschaft zwischen den Menschen und Waldelfen auf der Insel. Es entwickelt sich ein erbitterter Kampf um Familie, Glaube, Leben und Tod.